# Lucy Deane Streatfeild
Pour les articles homonymes, voir Deane.
Lucy Anne Evelyn (Deane) Streatfeild, née le 31 juillet 1865 à Madras (actuel Chennai) en Inde britannique et morte le 3 juillet 1950 à Westerham au Royaume-Uni, est une travailleuse sociale et inspectrice du travail britannique. Elle est parmi l'une des premières personnes à avertir des risques sur la santé d'une exposition à l'amiante et la première femme inspectrice du travail.

## Biographie

### Enfance
Lucy Deane est la fille de l'union du lieutenant-colonel Bonar Millett Deane et de Lucy Boscawen (la sœur d'Evelyn Boscawen, sixième vicomte de Falmouth). Elle est née à Madras, en Inde, le 31 juillet 1865. La famille de Lucy déménagera en Afrique du Sud où son père mourra en menant une charge à Laing's Nek en 1881. La famille de Lucy déménagera à Londres, capitale du Royaume-Uni, où la mère de Lucy mourra en 1886. C'est leur tante Evelyn Boscawen qui recueillera Lucy et sa sœur.

### Vie adulte
Lucy Dean a épousé l'architecte Granville Edward Stewart Streatfeild le 16 mars 1911. Elle a été nommée Commandeur de l'Ordre de l'Empire britannique dans les Honneurs du Nouvel An 1918. Deane était une partisane du mouvement de suffrage, étant à la fois membre de l'Union nationale des sociétés de suffrage des femmes et, en 1913, aidant à organiser un pèlerinage de suffrage de Westerham et district et au rassemblement syndical de 50 000 femmes à Hyde Park. Parmi ses autres intérêts, Deane était un membre important de l' Institut des femmes (fondant une succursale locale à Westerham), et était impliquée dans la production de théâtre amateur. 
Lucy Deane est morte le 3 juillet 1950 à Westerham, dans le Kent, trois ans après la mort de son mari.

## Carrière
Lucy Deane a d'abord travaillé comme infirmière, après avoir été formée à la Société nationale de la santé et à l'infirmerie de Chelsea. De 1894 jusqu'en 1906 elle a travaillé pour le Home Office en tant qu'inspectrice d'usine. En 1901, Deane fut nommée à la Commission Fawcett, la commission d'enquête sur les camps de concentration créés à la suite de la seconde guerre des Boers, où elle s'assura que le rapport du comité incluait des critiques du système des camps. De 1912 à 1915, Deane était membre de la Commission royale sur la fonction publique. Deane a siégé au comité exécutif de l'Armée terrestre des femmes dans le Kent durant la Première Guerre mondiale et a été nommée membre du comité d'appel du War Office (pour le règlement des différends concernant les indemnités de séparation pour les militaires à charges et pour les salaires des femmes employées de munitions). En 1918, Deane a présidé une commission d'enquête sur les allégations de conduite immorale de membres du Corps auxiliaire de l'armée des femmes (WAAC) en France. Le rapport de ce comité a qualifié de « calomnieuses et mensongères » certaines rumeurs sur la mauvaise conduite de la WAAC en France et a ensuite expliqué et fait des recommandations visant à atténuer les problèmes rencontrés par les femmes en service actif à l'étranger. En 1920, Deane Streatfeild a été parmi les premières femmes nommées juge de paix. Elle a siégé au conseil du comté de Kent.

## Danger de l'amiante
En 1898, lors de sa nomination à l'inspection, Lucy Deane fut l'une des toutes premières au Royaume-Uni à mettre en garde contre les effets nocifs de l'amiante, indiquant que les occupations d'amiante devaient être observées « en raison de leur danger avéré pour la santé des travailleurs et en raison de cas constatés de lésions des bronches et des poumons médicalement attribués à l'emploi de la victime »,.
Deane ajoute que « les effets néfastes de la poussière d'amiante ont également provoqué un examen microscopique de la poussière minérale par le HM Medical Inspector, révélant clairement la nature dentelée et acérée des particules, lesquelles peuvent s'élever et rester en suspension dans l'air de la pièce en toute quantité, les effets ont été jugés nuisibles comme on aurait pu s'y attendre ».
Les avertissements de Deane en 1898 sur les risques pour la santé et les rapports ultérieurs faits par d'autres inspectrices des fabriques figuraient dans les rapports annuels de l'inspecteur en chef des fabriques, mais ils furent ignorés, et ce n'est qu'en 1911 que les preuves cliniques furent recueillies sur les dangers de l'exposition à l'amiante.